# Beanato (apellido)
Beanato es un apellido de origen turinés (italiano) que significa bien nacido en el dialecto de esa región.
Actualmente quedan pocos miembros de este tronco familiar que lleven el apellido. Existen cuatro varones en edad reproductiva en Estados Unidos, en la ciudad argentina de Buenos Aires y en Bristol.